# Andrea Luchesi
Andrea Luchesi (ur. 23 maja 1741 w Motta di Livenza, zm. 21 marca 1801 w Bonn) – włoski kompozytor i organista. Od 1774 był kapelmistrzem w Bonn; w kierowanej przez niego orkiestrze grał młody Ludwig van Beethoven.

## Życiorys
Luchesi urodził się w Motta di Livenza, niedaleko Treviso, jako jedenaste dziecko Pietro Luchese i Cateriny Gottardi. Wywodził się z zamożnej rodziny szlacheckiej, która w XIV wieku przeniosła się z Lukki do Wenecji (stąd nazwa Luchese). Dorastał w rodzinnym mieście. Podstawową edukację muzyczną i ogólną otrzymał od starszego brata Matteo, księdza, nauczyciela i organisty. Od 1764 lub 1765 Andrea zaczął używać nazwiska Luchesi, które przez jemu współczesnych było zapisywane także jako Lucchesi, Lughesi, Luckesi, Lucchezzy.
Do 1795 przebywał w Wenecji, gdzie według Neefego studiował kompozycję „w stylu teatralnym” u Gioacchino Cocchi i „w stylu kościelnym” u Giuseppe Paolucci oraz Giuseppe Saratelliego, pełniącego stanowisko maestro di cappella w bazylice św. Marka. Od 1765, wspierany przez swojego patrona, teoretyka muzyki Giovanni Riccati, Lucchesi wyrabiał sobie w Wenecji nazwisko jako kompozytor operowy. Pisał też na zamówienie okolicznościowe utwory świeckie i kościelne. Podróżował także do sąsiednich miast, dając koncerty jako wirtuoz klawesynu i organów. Na przykład w 1768 grał podczas uroczystości poświęcenia organów w katedrze w Padwie.
Pod koniec 1771 Luchesi udał się do Bonn na trzyletni kontrakt, zaproszony przez księcia elektora arcybiskupa Kolonii Maximiliana Friedricha von Königsegg-Rothenfelsa, który chciał podnieść poziom artystyczny muzyki wykonywanej w dworskiej kaplicy. W 1774, po śmierci kapelmistrza Ludwiga van Beethovena starszego (dziadka Beethovena), Andrea Luchesi został oficjalnie mianowany pierwszym dworskim kapelmistrzem księcia elektora i sprawował to stanowisko do 1794.
W latach 1781–1792 w kaplicy dworskiej młody Beethoven był asystentem organisty, zdobywając równocześnie wykształcenie jako klawesynista i altowiolista. Nie ma dowodów, że Beethoven kształcił się u Luchesiego, jednak jest to prawdopodobne. Wiadomo natomiast, że Luchesi asygnował Beethovena na głównego organistę podczas swojej nieobecności w latach 1783-1784, kiedy to jego stanowisko kapelmistrza tymczasowo zajął Christian Gottlob Neefe.
W 1775 Luchesi ożenił się z Anthonettą Josephą d'Anthoin, córką radcy dworu Maximiliana Friedericha, otrzymał obywatelstwo i osiadł w księstwie na stałe. Z wyjątkiem rocznego pobytu w Wenecji w latach 1783–1784, nie opuszczał Bonn aż do śmierci w 1801. Miał jedną córkę oraz czterech synów, z których dwóch było uzdolnionych muzycznie – Maximilian Friederich (ur. 11 grudnia 1775) i M. Jakob Ferdinand (ur. 18 grudnia 1777).

## Wybrane utwory

### Opery
- L’isola della fortuna, opera buffa z librettem Giovanni Bertati, wykonywana w 1765 w wiedeńskim Hoftheater, a także w Wenecji (1765) i w Teatrze Królewskim w Lizbonie (1767)
- Ademira, opera seria, napisana na dzień Wniebowstąpienia w celu uświetnienia wizyty w Wenecji króla Gustawa III szwedzkiego (1784)
- Il marito geloso (1766)
- Le donne sempre donne (1767)
- Il giocatore amoroso (1769)
- Il matrimonio per astuzia (1771)
- Il Natal di Giove
- L’inganno scoperto ovvero il conte Caramella z librettem Carlo Goldoniego) (1773)
- L’amore e la misericordia guadagnano il gioco (1794)

### Utwory instrumentalne i chóralne
- Oratorium Sacer trialogus (1768)
- Stabat Mater (about 1770)
- Requiem F-dur, wykonane podczas oficjalnego pogrzebu księcia Montealegre w kościele San Geremia w Wenecji (1771)
- Msza dla kościół San Lorenzo w Wenecji
- Msza na „Festa della concezione di Maria” w Weronie
- Te Deum dla szpitala dla nieuleczalnie chorych w Wenecji
- Pasja di N.S. Gesù Cristo (1776)
- wiele utworów organowych, m.in.
  - 12 sonat znanych (ukończonych w 1764)
  - 6 sonatin
  - 8 divertiment
  - 2 sonaty na organy
- utwór okolicznościowy z okazji fiesty Świętego Rocha w Wenecji (1769)
- Serenada dla księcia Brunszwiku (1764)
- Kantata dla księcia Wirtembergii (1767)
- 2 symfonie (do 1768)
- 6 sonat na skrzypce z akompaniamentem klawesynu, op. 1 (1772)
- Sonata na klawesyn f-moll (1771–1773)
- Koncert na klawesyn (1773)
- Łatwa sonata na skrzypce i klawesyn (1796)